# Hemilea tianmushana
Hemilea tianmushana är en tvåvingeart som beskrevs av Wang 1996. Hemilea tianmushana ingår i släktet Hemilea och familjen borrflugor. Inga underarter finns listade i Catalogue of Life.